# Marion Fairfax
Pour les articles homonymes, voir Fairfax.
Marion Fairfax, née Marion Neiswanger le 24 octobre 1875 à Richmond (Virginie) et décédée le 2 octobre 1970 à Los Angeles (Californie), est une scénariste et auteur de théâtre américaine.

## Biographie
Elle suit des études à Chicago, puis à Boston.
Après avoir été peu de temps actrice au théâtre, elle se dirige vers l'écriture de pièces pour Broadway.
Elle déménage en Californie en 1915, et devient scénariste notamment pour Jesse L. Lasky. On lui doit notamment le scénario du film "Le Monde perdu", adapté d'Arthur Conan Doyle. Sa carrière s'arrête en 1926.

## Filmographie
- 1915
  - The Immigrant
  - The Chorus Lady
  - Mr. Grex of Monte Carlo
- 1916
  - The Clown
  - Common Ground
  - The Blacklist
  - Anton the Terrible
  - The Sowers
  - Tennessee's Pardner
- 1917
  - Hashimura Togo
  - The Secret Game
  - On the Level
  - The Crystal Gazer
  - Freckles de Marshall Neilan
  - The Primrose Ring
- 1918
  - The Honor of His House
  - The Widow's Might
  - The White Man's Law
  - The Mystery Girl
  - Less Than Kin
- 1919
  - Putting It over
  - A Daughter of the Wolf
  - Love Insurance
  - The Woman Next Door
  - The Secret Garden
  - You Never Saw Such a Girl
  - The Valley of the Giants
  - Le Démon de la vitesse (The Roaring Road) de James Cruze
- 1920
  - Grain de son (Dinty)
  - Le Système du Docteur Ox (Go and Get It) de Marshall Neilan et Henry Roberts Symonds
  - Ne vous mariez jamais (Don't Ever Marry) de Marshall Neilan et Victor Heerman
  - The River's End
- 1921
  - Through the Back Door
  - Bob Hampton of Placer
  - The Mad Marriage
- 1922
  - Fools First
  - The Lotus Eater
  - The Lying Truth
  - Sherlock Holmes
  - The Snowshoe Trail
- 1924
  - So Big
  - Flirting With Love
  - For Sale
  - A Lady of Quality
  - Lilies of the Field
  - Painted People
  - The Perfect Flapper
  - Single Wives
  - Sundown
  - Torment
  - The Woman on the Jury
- 1925
  - As Man Desires
  - Clothes Make the Pirate
  - If I Marry Again
  - The Knockout
  - Le Monde perdu (The Lost World)
  - The Making of O'Malley
  - The Talker
- 1926
  - The Blonde Saint
  - Le Cavalier des sables (Old Loves and New)